# أنطونيو غاراي
أنطونيو غاراي (بالإنجليزية: Antonio Garay)‏ هو لاعب كرة قدم أمريكية أمريكي، ولد في 30 نوفمبر 1979 في راهواي في الولايات المتحدة.

## وصلات خارجية
- أنطونيو غاراي على موقع مرجع كرة القدم المحترفة.كوم (الإنجليزية)